# Historischer Verein des Kantons Solothurn
Der Historische Verein des Kantons Solothurn ist ein 1853 gegründeter Geschichtsverein im Kanton Solothurn, Schweiz. Er gibt das Jahrbuch für solothurnische Geschichte heraus und veranstaltet Vorträge und Exkursionen. In der Vergangenheit war er auch Besitzer von Burgruinen und für Ausgrabungen und Renovationen verantwortlich.

## Gründung

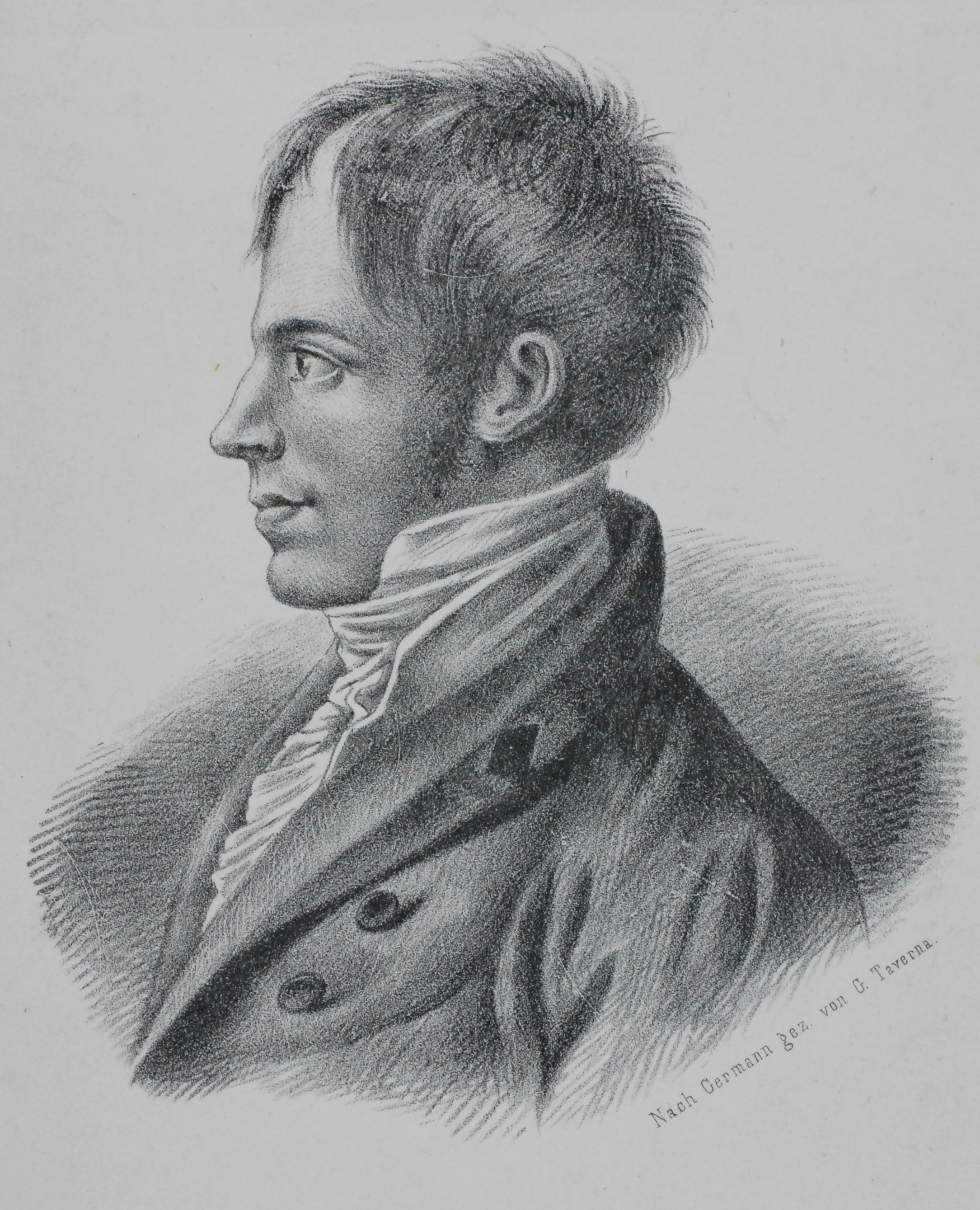
Robert Glutz

Der Historische Verein hat seine Wurzeln, wie auch die Töpfergesellschaft Solothurn und die Naturforschende Gesellschaft des Kantons Solothurn, in der Litterarischen Gesellschaft der Stadt Solothurn, deren Initiator der Historiker Robert Glutz von Blotzheim war. Im Rahmen dieser Gesellschaft übernahm Glutz ab 1810 zusammen mit Urs Joseph Lüthy und dem als «Doktor Urkundio» bekannten Peter Ignaz Scherer die Herausgabe des Solothurnischen Wochenblatts, das in der Nachfolge des von 1788 bis 1794 herausgegebenen Solothurnerischen Wochenblatts von Franz Josef Gassmann stehen, sich aber auch der solothurnischen Geschichte widmen sollte. Letzteres geschah durch Aufsätze zu Geschichtsthemen und die Wiedergabe historischer Dokumente. Bereits die lose Vereinigung der Herausgeber des «Wochenblatts» kann gemäss der Darstellung von Hans Sigrist als Vorläuferin des Historischen Vereins betrachtet werden. Nachdem das Wochenblatt 1834 mit dem Tod seiner Herausgeber Scherer und Lüthy (Glutz war bereits 1815 von der Redaktion zurückgetreten) eingestellt worden war, fehlte im Kanton Solothurn für über zehn Jahre ein Organ für historische Publikationen. 1845 gründeten der Schriftsteller Alfred Hartmann, der Jurist Jakob Amiet sowie Friedrich Fiala, Pfarrer und späterer Bischof von Basel, ein «Wochenblatt für Freunde der Literatur und vaterländischen Geschichte», das jedoch schon Mitte 1847 wegen Mangels an Abonnenten und Inserenten sein Erscheinen einstellen musste. Von 1851 bis 1857 gaben Fiala und sechs weitere Geschichtsfreunde den ersten Band einer historischen Schriftensammlung heraus, die zu Scherers Ehren den Titel «Urkundio» trug. Nachdem die Herausgeber zunächst einen losen «Geschichtforschenden Verein» ohne Statuten gebildet hatten, wurde schliesslich anlässlich der bevorstehenden Jahrestagung der Allgemeinen Geschichtsforschenden Gesellschaft der Schweiz am 6. Juli 1853 offiziell der Historische Verein des Kantons Solothurn gegründet.
Der neugegründete Verein stellte sich damit in eine Reihe ähnlicher historischer Vereinigungen, wie sie bereits in anderen Kantonen bestanden. Deren Mitglieder setzten sich vor allem aus früheren Aristokraten, vielen Geistlichen und später auch «altliberalen» Vertretern des Freisinns zusammen. Damit waren diese Vereine nach Sigrist als «Gegenbewegung gegen den radikalen Fortschrittsgeist» zu verstehen, so auch im Kanton Solothurn. In seiner Arbeit «Die Entdeckung der römischen Epoche im Kanton Solothurn» vertritt Marius Gehrig hingegen die Meinung, dass die Mehrheit der Gründungsmitglieder «offensichtlich eine aufgeklärt-liberale beziehungsweise eben eine freisinnig-demokratische Haltung» vertreten habe. Der Verein habe sich aber nicht in die Geschäfte der Tagespolitik eingemischt. Anfänglich stand der Verein in enger Verbindung mit der Töpfergesellschaft, deren Gründer zu einem grossen Teil auch Mitglieder des Historischen Vereins waren. Die Töpfergesellschaft veranstaltet seit 1857 allgemeinbildende Vorträge, anfänglich auch zu historischen Themen. Seit Ende 1868 pflegt der Historische Verein jedoch sein eigenes regelmässiges Vortragsprogramm, während die Töpfergesellschaft (mit gelegentlichen Ausnahmen) keine historischen Vorträge mehr durchführt. Einzelne Vorträge waren bereits 1854 und 1865 im Rahmen des Historischen Vereins gehalten worden.

## Publikationstätigkeit
Ab 1863 begann der zweite Band von «Urkundio» zu erscheinen, der bis 1895 in drei Heften publiziert wurde. Als Nachfolgepublikation erschienen bis 1927 14 Bände der Schriftenreihe «Mitteilungen des Historischen Vereins des Kantons Solothurn», die jeweils eine abgeschlossene historische Studie enthielten. Da diese Publikationsform den Ansprüchen des Vereins nicht mehr genügte, wurde 1927 beschlossen, künftig ein «Jahrbuch für solothurnische Geschichte» zu veröffentlichen, das neben historischen Aufsätzen und Miszellen auch Berichte über die Aktivitäten des Vereins, eine Jahresbibliographie zur solothurnischen Geschichte und eine Chronik der Gegenwart bieten sollte. Das Jahrbuch erscheint seit 1928 und ist im Jahre 2012 beim 85. Band angelangt. Seit 2011 erscheint die «Bibliographie der Solothurner Geschichtsliteratur» nicht mehr gedruckt im Jahrbuch, sondern ausschliesslich in Form einer Online-Datenbank auf der Website der Zentralbibliothek Solothurn. Daneben veröffentlichte der Verein gelegentlich Einzelschriften, so anlässlich gemeinsamer Tagungen mit dem Historischen Verein des Kantons Bern 1864 und 1868, und unterstützte Publikationen einzelner Mitglieder.

## Burgen- und Bodenforschung
Der Historische Verein beschäftigte sich in der Vergangenheit mit der Restauration der Burg Alt-Falkenstein und der Ruinen Gilgenberg, Alt-Bechburg, Neu-Falkenstein und Balm. Teilweise befanden sich die Ruinen auch für einige Zeit im Besitz des Vereins. Um 1930 kam es aufgrund unterschiedlicher Vorstellungen zur Erhaltung der Ruine Gilgenberg zu einem heftigen öffentlichen Konflikt zwischen Eugen Tatarinoff in seiner Eigenschaft als Präsident des Historischen Vereins mit dem Zürcher Architekten Eugen Probst, Präsident des Schweizerischen Burgenvereins. Im 19. Jahrhundert hatte der Verein auch Ausgrabungen durchgeführt, beispielsweise 1862 bei der römisch-katholischen Kirche von Grenchen, um 1881 auf dem Steinhof und 1887 beim Abbruch der St. Stephanskapelle in Solothurn.

## Mitglieder
Mit Stand vom 15. Mai 2024 gehörten dem Historischen Verein des Kantons Solothurn insgesamt 501 Mitglieder an, davon 41 Kollektivmitglieder und 36 Gemeinden. Er steht im Schriftentausch mit 38 inländischen Tauschgesellschaften. Schriftentausch mit ausländischen Gesellschaften wird nicht mehr durchgeführt.